# Вокзальная площадь (Киев)
Вокза́льная площадь — площадь в Соломенском районе города Киева.
Расположена между улицей Симона Петлюры и Центральным железнодорожным вокзалом. Возникла в 1868—1870 годах в процессе строительства городского вокзала. В 1892 году к площади была проложена трамвайная линия, соединявшая Крещатик с вокзалом (линия просуществовала до 1996 года). В дальнейшем, при прокладывании обходной ветки к станции «Киев-Товарный», площадь была перестроена, под площадью проложены пути. В довоенное время на площади возведено здание привокзального почтамта (ныне здание № 3), а в послевоенный период — здание пригородного вокзала. В 1937 году на площади появилась троллейбусная линия, которая также соединяла вокзал с Крещатиком. В 1960 году на площади открылась станция метро «Вокзальная».
Во время реконструкции 2001 года сооружено здание Северного пригородного вокзала. Площадь соединена пешеходными галереями с улицами Павла Пестеля, Старовокзальной и подземным переходом с улицей Митрополита Василия Липковского.

## Транспорт
- Троллейбус 12, 14, 91Н
- Автобусы 5, 7, 24, 114, 137Н
- Маршрутное такси 181, 198, 500, 539, 558
- Трамвайная линия существовала в 1892—1996 годах
- Станция метро «Вокзальная» (0,2 км)
- Ж/д вокзал «Киев-Пассажирский»
- Железнодорожная платформа «Северная»

## Почтовый индекс
01032